# هوارد ألن
هوارد ألن Howard Allen (ولد عام 1949) هو سفاح أمريكي أسود من مدينة إنديانابوليس في ولاية إنديانا. يعتقد أنه المسئول عن قتل ثلاثة أشخاص، كما اتهم بجرائم اغتصاب وسطو وإحراق متعمد.